# Ким Робинсън
Ким Стенли Робинсън (на английски: Kim Stanley Robinson) е американски писател на научна фантастика.

## Биография и творчество
Роден е в Уокиган, щат Илинойс, завършва Калифорнийския и Бостънския университет. През периода, в който учи в университета, излизат неговите първи литературни произведения – разказите „Завръщане в Диксиленд“ и „В оркестъра на Пирсън“. По-късно той успешно защитава дисертация върху творчеството на Филип Дик. Преди 1984 г. публикува множество разкази и нито едно по-мащабно произведение. През 1983 г. негов разказ е отличен с Всемирната награда за фентъзи. Неговият първи роман – „The Wild Shore“ – излиза през 1984 г. и е приет много добре както от читателите, така и от критиците. С този роман той поставя началото на трилогията „Orange County“, където първият роман представя света след голяма катастрофа, вторият – антиутопия, а третият утопия. Последният роман от трилогията – „Pacific Edge“ излиза през 1990 г. През 1984 – 1990 г. издава и няколко самостоятелни романа. Неговата повест „The Blind Geometer“ е наградена с награда Небюла през 1987 г.